# Mariam Sankara
Mariam Sankara, nacida Sérémé o Sermé (Alto Volta; 26 de marzo de 1953), es una política y defensora de los derechos humanos burkinesa y la viuda de Thomas Sankara, el presidente de Burkina Faso (antes llamado Alto Volta) desde el 4 de agosto de 1983 hasta su asesinato el 15 de octubre de 1987. Durante este período, se convirtió en la primera dama de facto del país. Exiliada durante varias décadas, regresó brevemente a Burkina Faso en 2007 y luego en 2015. Fue la principal impulsora del juicio que condenó a cadena perpetua a Blaise Compaoré por la muerte de su esposo.

## Biografía
Nació el 26 de marzo de 1953, se casó con Thomas Sankara el 21 de julio de 1979 cuando aún era estudiante. En el momento del matrimonio su esposo era teniente, de creencias marxistas y panafricanistas. Se convirtió en capitán y tomó el poder mediante un golpe militar en agosto de 1983, estableciéndose como presidente de lo que entonces era la República del Alto Volta. A partir de entonces Intentó lograr lo que llamó una «revolución democrática y popular» (en francés: Révolution démocratique et populaire) y lanzó una serie de reformas muy radicales. Fue asesinado en un golpe de Estado en octubre de 1987. Orquestado por su antiguo amigo y colega, Blaise Compaoré, principal beneficiario. Tras el golpe de Estado, Mariam rechazó inicialmente las ofertas de asilo en el extranjero. Permaneciendo algún tiempo en arresto domiciliario.
Finalmente se vio obligada a huir de Burkina Faso con sus dos hijos, Philippe, nacido el 10 de agosto de 1980, y Auguste, nacida el 21 de septiembre de 1982. Se refugió en Libreville, la capital de Gabón. Luego se exilió en Francia, en Montpellier, con sus hijos, y pasó allí los siguientes veinte años. Mientras tanto, fue reemplazada como primera dama por Chantal Compaoré. En 1997, presentó una denuncia ante la justicia de Burkina Faso por el asesinato de su marido, pero no fue hasta el 28 de junio de 2012 que la Corte Suprema dictaminó que el caso podía ser procesado bajo la jurisprudencia local.
Con la progresiva apertura del régimen del país, pudo finalmente regresar a Burkina Faso en 2007, para asistir a las conmemoraciones organizadas en honor del 20.º aniversario de la muerte de su marido. Una gran multitud le recibió a su llegada a la capital del país, Uagadugú.
A finales de octubre de 2014, estalló un levantamiento a gran escala en Burkina Faso, en protesta por los intentos del presidente Blaise Compaoré de prolongar su gobierno de 27 años. A raíz de las protestas, en parte inspiradas por la memoria de Thomas Sankara, Compaoré se vio obligado a dimitir y huyó del país. En respuesta al levantamiento, Mariam Sankara emitió un comunicado felicitando al pueblo de Burkina Faso por su victoria y pidiendo que Compaoré sea procesado por sus crímenes contra el pueblo. Terminó la carta afirmando: «¡Viva la democracia y viva Burkina Faso! ¡Patria o muerte, venceremos!».
En enero de 2020, Mariam Sankara y cincuenta intelectuales africanos publicaron una declaración pidiendo la apertura de un debate «popular e inclusivo» sobre la reforma en curso del franco CFA y recordando que «la cuestión de la moneda es fundamentalmente política y que la respuesta no puede ser principalmente técnico».
En octubre de 2021 comenzó el juicio contra los presuntos autores del asesinato de Thomas Sankara. El 6 de abril de 2022, el tribunal militar de Uagadugú condenó, en rebeldía, a Blaise Compaoré, sucesor y antiguo amigo de Thomas Sankara, exiliado en Costa de Marfil, a cadena perpetua por «complicidad en asesinatos» y «atentado a la seguridad del Estado». Junto a él también fueron condenados a cadena perpetua su antiguo jefe de seguridad, Hyancinte Kafando, y su exjefe de gabinete, Gilbert Diendéré. En 2024, Compaoré regresó al país a invitación de la junta militar que gobierna el país en el marco de la reconciliación nacional, promovida por el presidente burkinés, el teniente coronel Paul-Henri Sandaogo Damiba. A su llegada Compaoré pidió «disculpas al pueblo de Burkina Faso por todos los actos que pude haber cometido durante mi mandato y, más particularmente, a la familia de mi hermano y amigo Thomas Sankara». También aseguró deplorar desde el fondo de su corazón «todo el sufrimiento y drama vivido por todas las víctimas» durante su mandato al frente del país.